# ジョーダン・ベック
ジョーダン・アレクサンダー・ベック（Jordan Alexander Beck, 2001年4月19日 - ）は、アメリカ合衆国アラバマ州マディソン郡ヘイゼル・グリーン出身のプロ野球選手（外野手）。右投右打。MLBのコロラド・ロッキーズ所属。

## 経歴

### プロ入り前
2019年のMLBドラフト14巡目（全体437位）でボストン・レッドソックスから指名されたが、契約せずにテネシー大学へ進学した。

### プロ入りとロッキーズ時代
2022年のMLBドラフト戦力均衡ラウンドA（全体38位）でコロラド・ロッキーズから指名されプロ入り。契約金は220万ドル。傘下のルーキー級アリゾナ・コンプレックスリーグ・ロッキーズでプロデビューし、その後A級フレズノ・グリズリーズへ昇格した。この年は2チーム合計で26試合に出場して打率.295、3本塁打、19打点を記録した。
2023年はA＋級スポケーン・インディアンスで開幕を迎え、シーズン途中にAA級ハートフォード・ヤードゴーツへ昇格した。

## 詳細情報

### 背番号
- 27（2024年 - ）